# 協奏曲第6番 (リース)
協奏曲第6番 ハ長調 作品123（きょうそうきょくだい6ばん はちょうちょう さくひん123、ドイツ語: Konzert Nr. 6 für Pianoforte und Orchester C-Dur op. 123）は、ドイツの作曲家であるフェルディナント・リースが1806年に作曲した最初のピアノとオーケストラのための協奏曲。

## 楽曲構成
- 第1楽章：Allegro con spirito
- 第2楽章：Larghetto quasi andante
- 第3楽章：Introduzione. Adagio maestoso-Rondo. Allegro vivace